# Ecorregión marina plataforma Uruguay–Buenos Aires
La ecorregión marina plataforma Uruguay–Buenos Aires (en  inglés Uruguay–Buenos Aires Shelf) (183) es una georregión ecológica situada en el sudeste de América del Sur. Se la incluye en la provincia marina Atlántico sur templado – cálido de la ecozona oceánica de América del Sur templada (en inglés Temperate South America).

## Distribución
Se distribuye en el océano Atlántico sudoccidental, en el litoral marítimo septentrional de la Argentina, comprendiendo la totalidad de las aguas marítimas no estuariales tanto de la provincia de Buenos Aires (hasta la desembocadura del río Negro), como del Uruguay hasta el límite con del Brasil. No incluye el área de intercambio entre las aguas dulceacuícolas provenientes de la cuenca del Plata con las del sector norte del mar Argentino, región comprendida en la ecorregión marina Río de la Plata.